# Breviceratops
Breviceratops Maryanska & Osmólska, 1975 era un genere di dinosauri del gruppo dei ceratopi, vissuto dal Santoniano al Campaniano (più precisamente da 84,9 a 70,6 milioni d'anni fa) nei territori che corrispondono alle attuali Mongolia e Cina.